# Redlichiida
Los redlíquidos o  redliquiidos (Redlichiida) son un orden extinto de  trilobites. Se trata de una de las cuatro clases de trilobites más antiguas, aparecieron en la Época 2 del Cámbrico (Cámbrico temprano) y se extinguieron en la Época 3 (Cámbrico medio). Se caracterizan por sus numerosos segmentos torácicos con espinas.
Son los primeros artrópodos en aparecer en el registro fósil. El trilobites más antiguo que se conoce podría ser del género Fallotaspis, incluido dentro de Redlichiida. Sus fósiles son muy comunes en los yacimientos paleontológicos del Cámbrico inferior de todo el mundo. Se extinguieron antes de que finalizara el Cámbrico medio. Existen dos yacimientos principales en los cuales se han hallado gran cantidad de organismos de este orden: los esquistos de Emu Bay, al sur de Australia, y los esquistos de Maotianshan, en China.

## Morfología

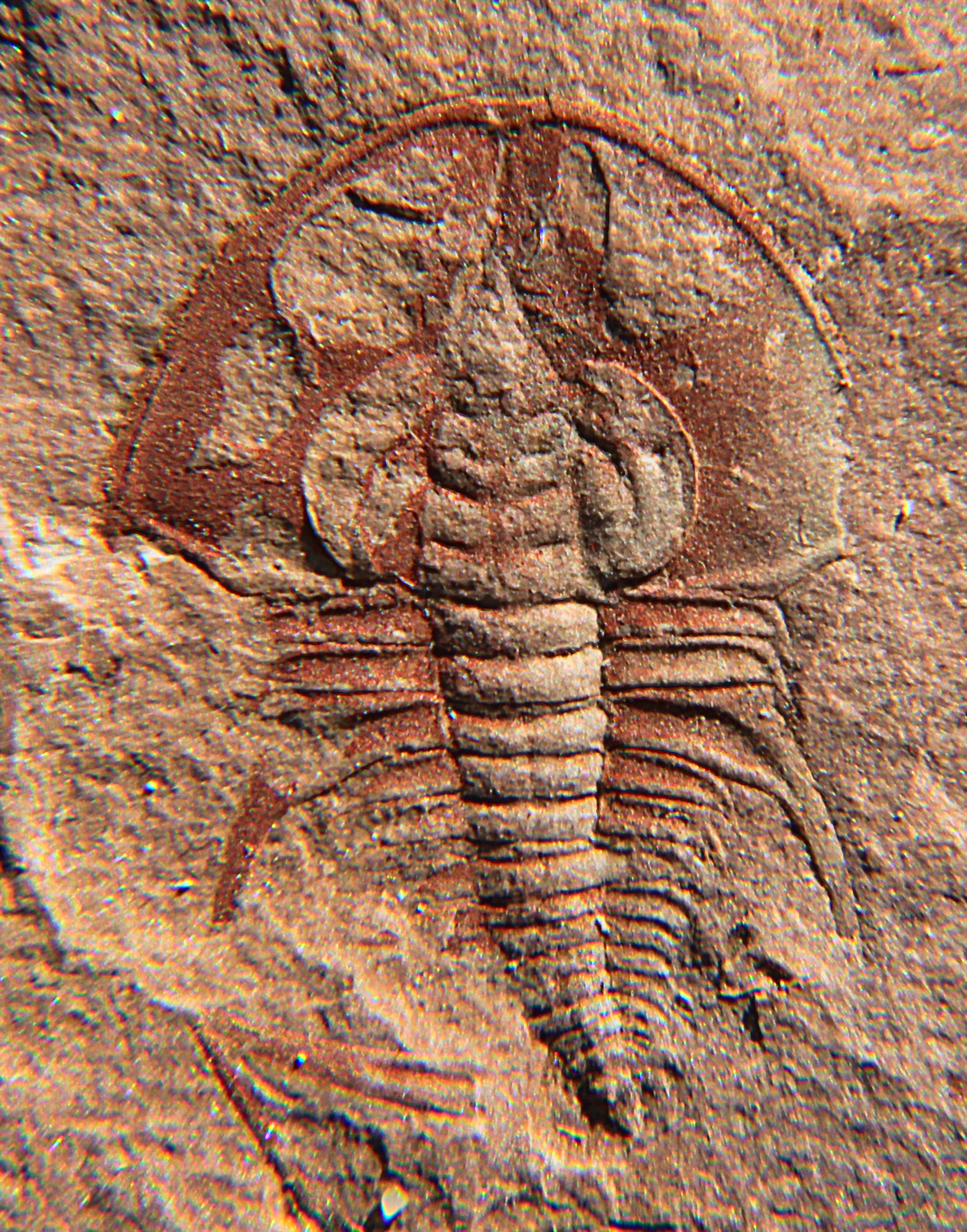
Olenellus chiefensis, suborden Olenellina, mostrando que la superficie visual se ha desprendido, la falta de suturas dorsales y las pleuras agrandadas del tercer segmento del tórax desde el frente

Los redlíquidos tienen un aspecto primitivo. A diferencia de muchos otros órdenes de trilobites, probablemente no eran capaces de enrollarse para defenderse. Otra peculiaridad es que poseían bastantes espinas. Los Olenellidae, una familia de Redlichiida, tenían a menudo las espinas más largas en el tercer segmento torácico.
Los miembros se han preservado en algunos especímenes. Siguen los patrones típicos de los trilobites en cuanto al tipo de patas, antenas, branquias, nombre, situación, etcétera.
El céfalon era grande y semicircular, con una glabela larga y bien segmentada, que a veces se ensanchaba en la zona anterior. Suelen presentar largas y fuertes espinas genales proyectadas a veces por el borde cefálico. Sus ojos eran largos y prominentes, y tenían forma de media luna. El lóbulo palpebral posee costillas abombadas hacia el borde anterior de la glabela. Generalmente, el hipostoma es conectado y la placa rostral ancha.
El tórax poseía múltiples segmentos; por lo general, más de noventa. Solía estar dividido en protórax y opistotórax. Normalmente la pleura poseía espinas.
El pigidio era muy pequeño (micropigio), y poseía tan sólo uno o dos segmentos.

## Sistemática
Los Redlichiida se dividen en dos subórdenes: Olenellina y Redlichiina.
Los miembros del suborden Olenellina se encuentran en América del Norte y en muchas partes del antiguo continente de Laurentia, donde son muy comunes y se les suele usar para determinar la extensión del continente. Su desaparición marca el límite entre el Cámbrico inferior y medio en las zonas que se encuentran organismos de este suborden. No tienen sutura facial.
Los miembros del suborden Redlichiina están muy relacionados con el resto de continentes del Cámbrico. Estos organismos sí que poseen sutura facial y sus restos se suelen encontrar sin librígena. Los Bathynotids son relativamente raros, poseen sutura facial, así como espinas genales muy largas y espinas en el segmento torácico final.
La relación entre ellos radica en ciertas características tales como la presencia de espinas en los numerosos segmentos torácicos, el micropigio, o los prominentes ojos.